# Olympische Winterspiele 1952/Teilnehmer (Portugal)
| Gelbes Symbol für Goldmedaillen mit stilisierten Olympischen Ringen | Graues Symbol für Silbermedaillen mit stilisierten Olympischen Ringen | Braundes Symbol für Bronzemedaillen mit stilisierten Olympischen Ringen |
| ------------------------------------------------------------------- | --------------------------------------------------------------------- | ----------------------------------------------------------------------- |
| —                                                                   | —                                                                     | —                                                                       |

Portugal nahm an den Olympischen Winterspielen 1952 in der norwegischen Hauptstadt Oslo mit einem Athleten teil.
Es war die erste Teilnahme Portugals an Olympischen Winterspielen.

## Ski Alpin
Herren
- Duarte Silva
Abfahrt: 69. Platz